# Tanquecitos South Acres II (Teksas)
Tanquecitos South Acres II je naseljeno mjesto za statističke potrebe u američkoj saveznoj državi Teksas. Prema popisu stanovništva iz 2010. u njemu je živjelo 50 stanovnika.